# Flake
Flake – piosenka hawajskiego muzyka Jacka Johnsona, pochodząca z jego debiutanckiego albumu Brushfire Fairytales. Została wydana jako pierwszy singel artysty oraz jako jedyny promujący tę płytę.
„Flake” odniosła umiarkowany sukces w Stanach Zjednoczonych, będąc pierwszym utworem Johnsona, który znalazł się na liście Billboard Hot 100, gdzie uplasował się na miejscu 73. Duży sukces piosenka odnotowała w Nowej Zelandii, gdzie w zestawieniu zajęła miejsce 6. „Flake” wciąż jest najpopularniejszą piosenką muzyka w Nowej Zelandii.

## Pozycje na listach
| Lista                            | Pozycja |
| -------------------------------- | ------- |
| RIANZ Singles Chart              | 6       |
| Billboard Hot Modern Rock Tracks | 22      |
| Billboard Hot 100                | 73      |